# Likos (rzeka we Frygii)
Likos – rzeka we Frygii, dopływ Menderes, zwanego dawniej Meandrem. Źródła rzeki znajdują się na wschodnim stoku góry Topçambaba (dawniej Cadmus) w tureckiej prowincji Aydin. Rzeka płynie w kierunku zachodnim. Według relacji starożytnych nieopodal Kolosów wpływała pod ziemię, a po kilku stadionach wypływała ponownie na powierzchnie, przepływała blisko Laodycei, a następnie wpływała do Meanderes.